# Verwaltungsgemeinschaft Uehlfeld
In der Verwaltungsgemeinschaft Uehlfeld im mittelfränkischen Landkreis Neustadt an der Aisch-Bad Windsheim haben sich folgende Gemeinden zur Erledigung ihrer Verwaltungsgeschäfte zusammengeschlossen:
1. Dachsbach, Markt, 1797 Einwohner, 20,57 km²
2. Gerhardshofen, 2526 Einwohner, 27,22 km²
3. Uehlfeld, Markt, 3142 Einwohner, 31,23 km²

Sitz der Verwaltungsgemeinschaft ist Uehlfeld.
Vorsitzender der Verwaltungsgemeinschaft ist Jürgen Mönius.